# Marbois
Marbois é uma comuna francesa na região administrativa da Normandia, no departamento de Eure. Estende-se por uma área de 46.54 km². Em 2010 a comuna tinha 1 376 habitantes (densidade: 29,6 hab./km²).
Foi criada em 1 de janeiro de 2016, após a fusão das antigas comunas de Chanteloup, Le Chesne (sede), Les Essarts e Saint-Denis-du-Béhélan.